# إيفرت إليس بريغز
إيفرت إليس بريغز هو دبلوماسي كوبي، ولد في 6 أبريل 1934 في هافانا في كوبا.

## وصلات خارجية
- إيفرت إليس بريغز على موقع إن إن دي بي (الإنجليزية)